# Мурадимовська ущелина
Мурадимовська ущелина (башк. Мораҙым тарлауығы) — природний парк на території Республіки Башкортостан. Утворений Постановою Кабінету Міністрів Республіки Башкортостан «Про природний парк „Мурадимовська ущелина“» № 10 від 23 січня 1998 року. У мальовничих скельних виходах оголюються рифогенні вапняки нижнього, середнього і верхнього девону, які тривають від цього місця до річки Малий Ік і далі на північ. У місцях, де названі річки пропилюють девонські вапняки в широтному напрямку, утворюються круті, майже прямовисні обриви заввишки до 100 і більше метрів, чудово оголені і добре доступні для геологічних досліджень.
З південного сходу республіки, а також з Челябінської області можна потрапити на територію парку по автодорозі м. Магнітогорськ — м. Сібай — м. Баймак — м. Зілаїр — с. Мраково — Природний парк.
З прилеглих районів Оренбурзької області автошляхами м. Оренбург — м. Кумертау — с. Мраково, с-ще Тюльган — с. Назаркіно — с. Мраково, с. Саракташ — с. Ісянгулово — с. Мраково.
Основною підвідної дорогою є автодорога с. Мраково — с. Мурадимово протяжністю 22 кілометри. Дорога має гравійне покриття.
Відпочиваючі прибувають в парк залізничним транспортом до станцій м. Мелеуз і м. Кумертау, підвідними шляхами служать автодороги м. Мелеуз — с. Мраково — с. Мурадимово (80 км) і м. Кумертау — с. Мраково — с. Мурадимово (75 км).

## Геологія і рельєф
Історія розвитку району, в який входить територія парку, тривала і складна. У формуванні рельєфу цієї території великий вплив надали тектонічні процеси. Диференційовані рухи наприкінці верхнього палеозою зумовили утворення горстів і грабенів. У мезозойський і третинний час епохи опускань і нагромадження відкладень неодноразово змінювалися періодами підняттів і розмиву. Накопичення потужних товщ пухких відкладів відбувалося в нижньому і середньому міоцені, коли в безстічних озерно-болотних западинах відкладались піски, глини, вугілля та торфи. У верхньому міоцені, ймовірно, відбувалися підняття і освіта глибоко врізаної річкової мережі. Новітні тектонічні рухи верхнього пліоцену, мабуть, були диференційованими: окремі ділянки піднімалися, а стародавні мульди відчували опускання, внаслідок чого міоценово-пліоценові відкладення в сучасному рельєфі лежать на різних гіпсометричних рівнях. У четвертинний час відбувалося заповнення річкових долин алювіальними відкладами, а міжрічні поверхні піддавалися процесам денудації.

## Клімат
Парк знаходиться у континентальній кліматичній області помірної зони. Клімат парку помірно теплий, добре зволожений. В зимовий період над його територією зазвичай панує центрально-азійський антициклон, який приносить із собою холодне повітря. Це веде до встановлення морозів і обмеженого випадання опадів. Сніговий покрив встановлюється з жовтня, але відзначається його нестійкість до початку грудня. На початку березня починається інтенсивне сніготанення, яке практично повністю закінчується в другій-третій декаді квітня. Лише у вузьких ущелинах і потоках, особливо на північних схилах, сніг тримається до середини травня. Весна — період наростання кількості випадаючих опадів. Максимум весняних опадів в середньому припадає на травень. Літній період характеризується порівняно високою стабільною температурою повітря. Липень — найспекотніший місяць літа. Перший осінній місяць — вересень — зберігає ще погодні ознаки літа, але середньомісячна вереснева температура повітря вже нижче травневої. Падає нижче травневого і середній мінімум температур. Однак різке зниження температури повітря відбувається пізніше, в жовтні, а в листопаді середньомісячна температура повітря стає негативною.

## Спелеологічні можливості краю
На території налічується 46 печер з різноманітною морфологією, відкладеннями, гідрологією, мікрокліматом і тваринним світом. Історія дослідження печер Мурадимовської карстово-спелеологічної ділянки налічує більш ніж віковий період. Між тим найбільш широкомасштабні дослідження і великі відкриття печер припадають на останні 25-30 років. В даний час важко підрахувати всіх спелеологів та інших фахівців, які зробили внесок відкриття і вивчення печер. Незважаючи на багаторічну пошуково-спелеологічну діяльність на Мурадимовській ділянці, він таїть у собі ще багато невідомих печер.
Найбільш відомі печери Природного парку «Мурадимовська ущелина»:
Печера Голубина (Грот Голубиний, Мурадимовська 1-ша). Це найвідоміша і найбільш відвідувана печера парку. Вхід в печеру добре видно з річки. Ширина його становить 18 м, висота 3 м. Ці параметри зберігаються вглиб печери на 20 м при площі підлоги до 180 м². У гроті є гніздів'я скельного голуба і відкладення гуано, що і визначило назву печери. Тут же можна бачити археологічний шурф О. Бадера, в якому він виявив крем'яні вироби стародавньої людини епохи мезоліту. В кінці грота низький лаз довжиною 2 м приводить в грот довжиною 14, шириною 5 і висотою 2 м, підлога якого покрита глиною і брилами. На стелі тут можна бачити сліди сколотих сталактитів. У північному напрямку від грота йде великий коридор довжиною 24 м з покривом кальциту на підлозі. Стіни і стеля печери майже на всьому її протязі стійкі.
Печера Старомурадимовська (Копчена, Мурадимовська 2-га). Сама закопчена печера. Знаходиться в 60 м на схід від Грота Голубиний. Від входу йде коридор шириною 1,6 м та висотою 2,4 м, через 45 м переходить у галерею шириною до 4 м і висотою до 24 м. Після підйому (тільки зі страховкою) на виступ висотою 16 м, можна потрапити в систему розходяться віялом ходів довжиною від 6 до 30 м. Стіни на всьому протязі печери покриті шаром вологої кіптяви. За 60 м від входу на правій стінці художники з мезоліту залишили наскельні зображення своїх предків. Будьте обережні — не зіпсуйте свою унікальну спадщину, що зберігається тут вже 8 тисяч років.
Печера Дитяча. Найзахідніша печера на правому схилі долини річки Великий Ік. Має вхід на висоті 80 м над рівнем річки. Це лабіринт зі склепінних ходів загальною довжиною 64 м, середньою шириною 1,1 м та середньою висотою 0,9 м. Підлога покрита сухою глиною. Натічних утворень немає.
Велика Лабіринтова.  Протяжність становить 300 м, — складна вертикально-похила система коридорів, уступів, колодязів і лазів. Численні колодязі глибиною до 18 м. В печері багато вторинних натічних утворень. Живуть кажани. До середини червня у привходовій частині зберігається лід.
Льодова Печера. Унікальна для Мурадимовської ділянки і входить в список 36 крижаних печер Башкортостану Йде від входу, шириною 6 м і заввишки 5 м, круто (45 градусів) спускається коридор покритий цілий рік льодом. Площа заледеніння становила у 1980 році 103 м², потужність крижаного покриву 0,5 м. В дальній частині печери на підлозі глина і брили, невеликі натічні утворення на стінах.
Печера Сторожова. Добре видно з річки на лівому схилі долини річки Великий Ік при вході в каньйон. Вхід шириною 1,5 м і заввишки 3,5 м знаходиться на висоті 70 м над рікою. Печера звивиста, через 31 м непрохідно звужується. Тут мешкають кажани і голуби. Температура повітря влітку 12° С, взимку + 6°С.
Печера Шарова. Отримала свою назву по унікальному витвору природи — кулястому гроту діаметром 5,5 м з входом знизу по тріщині. Грот утворився за рахунок корозії конденсатними водами. Основна частина печери представлена дуже вузьким і звивистим лазом протяжністю 50 м, за який отримав свою назву-Зануда.
Печера Малюк — гарне укриття від дощу, перебуваючи в 5 м від печери Кульова. Довжина печери 13 м, ширина − 1,6 м, висота — 1,3 м.
Печери Салаватська (Мурадимовська-14) знаходяться вгору за течією річки Великий Ік, в правій частині каньйону в 200-300 м на висотах від 45 до 95 м над рівнем річки. Печери слабонахилені вниз від входу, сухі, з нечисленними натічними утвореннями. Печера Салаватська має два входи і називається по-іншому Наскрізна і Сонячна ущелина.
Печера Волосяна. Знаходиться в 300 м від річки на правому схилі лода на висоті 82 м над рікою. Від входу шириною 0.8 м, висотою 0.6 м хід, поступово розширюючись до 2 м, при висоті до 1.5 м, тягнеться на 72 метри. Підлога печери покрита глиною, місцями брилами, сталактити і сталагміти у вигляді прапорів і соломки. В дальній частині сильний капеж. В стелі зустрічаються коріння рослин, що ростуть над печерою, схожі на волосся, що і сприяло назві печери.
Печера Новомурадимовська. Найдовша і найбагатша натічними утвореннями печера парку. Перший інструментальний план печери був складений ще у 1967 р. топографами Стерлітамакської геолого-пошукової контори. Печера має два входи, один з яких в даний час непрохідний. Основний (прохідний) вхід у печеру, розміром 3,0×3,5 м, що розташовується на борту карстової воронки, що знаходиться у місці злиття двох логів. Найбільш зручний підхід до печери — по каньйону, відкривається зліва в долину р. Великий Ік. Відвідувати печеру найкраще взимку і влітку. У періоди інтенсивного сніготанення і випаданням тривалих і рясних опадів відвідування печери не рекомендується, так як в цей час вона сильно обводнена. Практично на всьому протязі печери стеля та її стіни досить стійкі.